# Puerto de Marín
El puerto de Marín  es un puerto español de Interés General, situado en los municipios pontevedreses de Marín y Pontevedra. Se encuentra en la orilla sur de la Ría de Pontevedra.
El puerto se extiende desde Punta Pesqueira, en el municipio de Marín, hasta Placeres, en el municipio de Pontevedra. Se utiliza como puerto comercial o mercante (contenedores, graneles) y puerto pesquero. También tiene puerto deportivo.

## Historia
La actividad portuaria está documentada en Pontevedra y su ría desde la Antigüedad, gracias al miliario romano que se conserva en el Museo de Pontevedra y cuya inscripción hace referencia a su importancia como vía de comunicación marítima.
En el siglo XVI, Pontevedra era la ciudad más importante de Galicia y el puerto de Pontevedra el más activo de la región y del noroeste de España. Algunos historiadores estiman que el movimiento económico generado por el asentamiento podía alcanzar los 80.000 ducados anuales.
En el siglo XVII, el puerto de Pontevedra comenzó a decaer por la falta de calado necesario para los barcos, cada vez más grandes, y por el enarenamiento provocado por las crecidas del río Lérez. Como consecuencia, la actividad portuaria se fue trasladando paulatinamente a Marín.
A mediados del siglo XVIII, la ría de Pontevedra inició su desarrollo comercial e industrial. Su riqueza pesquera propició el establecimiento de numerosas fábricas de salazones, conservas y otras actividades relacionadas con el mar. En las últimas décadas del siglo en la ría de Pontevedra había registradas 57 fábricas de salazón.  El crecimiento e importancia del puerto de Marín se manifestó ya en el siglo XVIII gracias al  monasterio de Osera, que lo abrió a la pesca y al comercio exterior.
En 1861, el puerto de Marín se convirtió en un importante punto de partida de nuevas rutas hacia América. Se inauguró un servicio directo de ida y vuelta a Buenos Aires y Montevideo. En 1868, Marín se convirtió en un distrito marítimo de primera clase en España y se benefició de los servicios de muchos consulados europeos y sudamericanos debido al importante movimiento comercial y migratorio.
En 1883, el Ayuntamiento de Pontevedra solicitó que el puerto de Marín se convirtiese en Puerto de Interés General y el 30 de agosto de 1886 fue calificado como tal.
En 1896 se encargó un proyecto de mejora de las instalaciones portuarias al ingeniero de Caminos Narciso Puig de la Bellacasa , que supuso la construcción y ampliación de muelles, como los Diques Este y Oeste y la carretera de enlace entre el puerto de Marín y el puerto de Pontevedra.
En 1907 se creó una entidad responsable de la explotación, conservación y obras de la terminal marítima a la que se denominó Junta de Obras del Puerto, germen de la actual Autoridad Portuaria del Puerto de Marín y Ría de Pontevedra, convirtiendo a Marín en el puerto más importante de la ría de Pontevedra tras una ampliación y modernización.
El 5 de marzo de 1933 se inauguró la sede de la autoridad portuaria en As Corvaceiras, en el puerto de Pontevedra. En los años 1940 fue cuando, terminadas las obras de la Escuela Naval, se iniciaron los rellenos de la ensenada para albergar las nuevas instalaciones del puerto, cuyo máximo desarrollo se alcanzó en la década de los años 1960 con la gran obra del puerto pesquero. Fue cuando se construyó la autovía entre Marín y Pontevedra, inaugurada en 1969.
En 1992, con la Ley de Puertos del Estado y de la Marina Mercante, la entidad responsable del puerto de Marín pasó a denominarse Autoridad Portuaria de Marín y Ría de Pontevedra. El 30 de julio de 2010 se inauguró la nueva sede de la Autoridad Portuaria dentro del puerto, en el Parque Cantodarea de Marín.

## Muelles e instalaciones
El Puerto de Marín cuenta con un total de 1.806 metros de dársenas comerciales para el tráfico marítimo y 2.686 metros de dársenas pesqueras destinadas a las actividades de pesca y avituallamiento. El puerto cuenta con más de 75 hectáreas de espacio portuario y más de 9.800 hectáreas de superficie marítima.
El puerto cuenta, entre otras instalaciones, con una moderna Lonja de Pescado climatizada, una terminal cubierta, una red ferroviaria interna, un puesto de inspección aduanera y dos Astilleros.

### Muelles comerciales

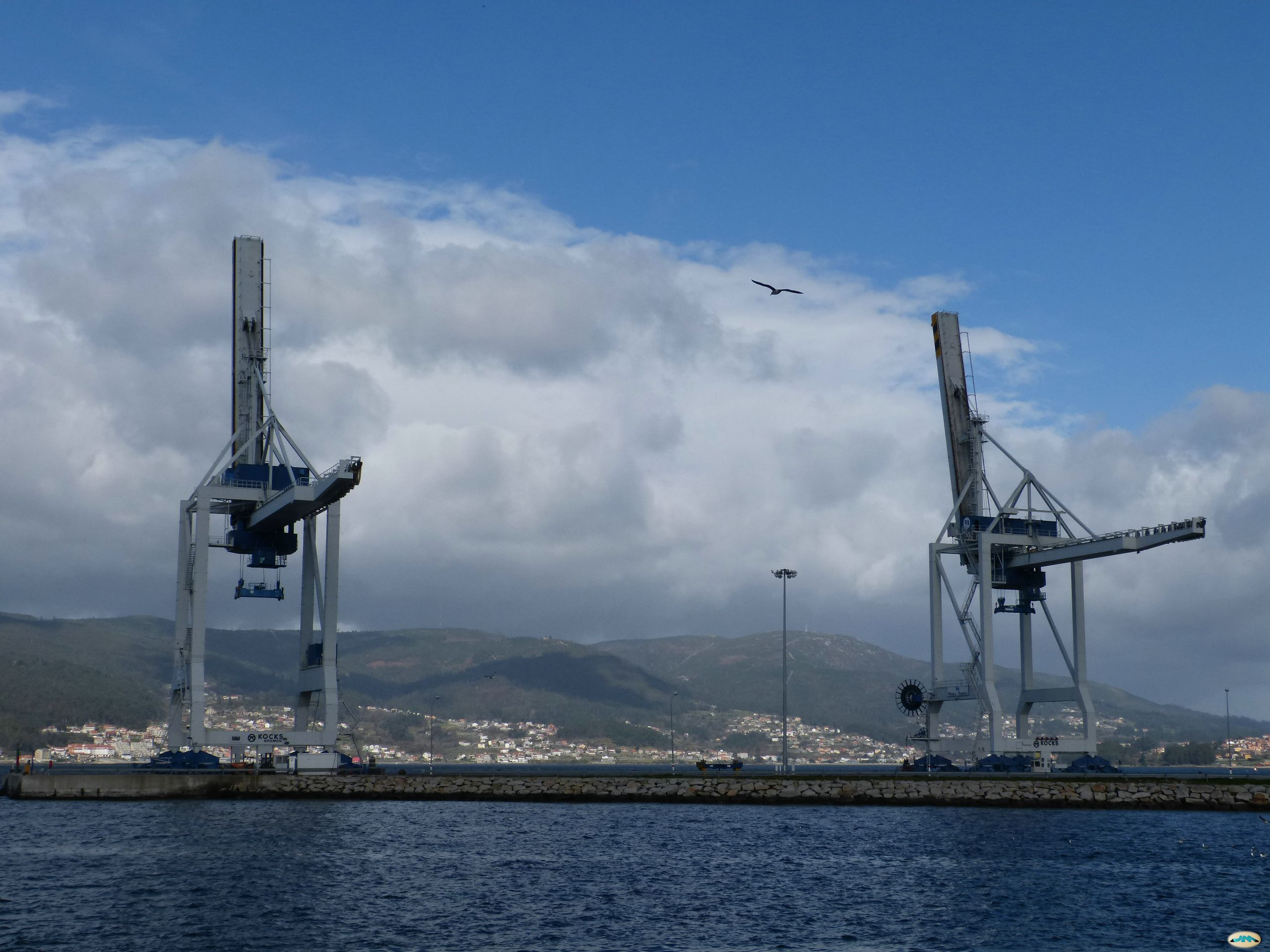
Grúas en el puerto

- Muelle Comercial de Marín: Carga General
- Nuevo Muelle Comercial de Marín n.º 0: Reparaciones
- Nuevo Muelle Comercial de Marín nº1: Carga General
- Muelle Manuel Leirós 1: Carga seca a granel por instalación especial, carga general
- Peirao Manuel Leirós 2: Graneles secos por instalación general, carga general
- Muelle Comercial Sur: carga general
- Muelle transversal Manuel Leirós: carga general
- Muelle Adolfo Reboredo 1: Portacontedores, carga general
- Muelle Adolfo Reboredo 2: Portacontedores, carga general
- Muelle Adolfo Reboredo 3: Portacontedores, carga general
- Muelle de expansión Este: carga general
- Muelle Oeste: carga general, graneles

### Muelles pesqueros
- Muelle de pesca del norte
- Muelle de pesca del este
- Muelle de pesca del sur
- Muelle de pesca de bajura Oeste
- Muelle de pesca de bajura Este
- Muelle de pesca de bajura Sur
- Rampa de pesca de bajura
- Muelles flotantes
- Muelle de Pasajeros de Ría
- Muelle Isla de Ons
- Muelle de reparación 1
- Muelle de reparación 2

## Tráfico

### Tráfico comercial
En 2017, el tráfico total del puerto de Marín-Pontevedra fue de 2.523.054 toneladas.
El tráfico de graneles supuso 915.812 toneladas anuales. Las mercancías más importadas son frutas, cereales, pasta de papel, pescado congelado o productos siderúrgicos. El puerto de Marín es también un importante centro logístico para la recepción, transformación y expedición de productos del mar congelados.
El tráfico aumentó significativamente en los últimos años, en particular gracias a la terminal de contenedores, que generó un movimiento de 88.938 toneladas en 2017. En el primer semestre del año 2024 se alcanzaron cifras récord en el tráfico de mercancías, moviendo el puerto un total de 205.000 toneladas mensuales.

## Conexiones viarias y ferroviarias

### Conexiones internas

##### Transporte viario
Los muelles están conectados por una red de caminos interiores de adoquines de granito sobre hormigón.

#### Transporte ferroviario
El puerto cuenta con una red ferroviaria interna que permite el acceso a las zonas de descarga y almacenes. Esta red ferroviaria interna cuenta con 7 kilómetros de vía.

### Conexiones externas

#### Transporte por carretera
El puerto está conectado con la circunvalación de Pontevedra PO-10, lo que permite un fácil acceso al resto del país, incluida la autopista AP-9 (La Coruña-Tuy).
La PO-11 es una autovía urbana de aproximadamente 4 km que conecta la AP-9 y la PO-10 (circunvalación sur de Pontevedra) con el Puerto de Marín, en el sudoeste de la ciudad. Da servicio al puerto y permite el acceso directo al mismo sin cruzar Pontevedra desde la AP-9. Continúa la Variante Sur (PO-10) y cruza la AP-9 al sur de Pontevedra. A continuación se bifurca con la Variante Oeste (PO-12) al sudoeste de la ciudad y sigue la costa hasta el Puerto de Marín.
| Salidas | Ciudades                                                                                                   |            |
| ------- | --- | ---------- |
|         | Pontevedra Norte – Santiago de Compostela – La Coruña Vigo – Tuy – Portugal Pontevedra Sur – Orense – A-57 | AP-9 PO-10 |
|         | Pontevedra Oeste – Pontevedra – Avenida de Marín                                                           | PO-12      |
| 01      | Zonas industriales                                                                                         |            |
| 02      | Puerto de Pontevedra Solo para autorizados                                                                 |            |
|         | Marín Centro - Marín - Avenida Marqués de Valterra                                                         |            |

### Ferrocarril
El ferrocarril en la zona de servicio del puerto de Marín está conectado a la red nacional ferroviaria a través de la estación de ferrocarril de Pontevedra, situada entre los barrios de A Parda y de Gorgullón, permitiendo el transporte de mercancías a través de Renfe. La línea de mercancías al puerto fue inaugurada el 10 de julio de 2002 y tiene una longitud de 6,487 km desde Pontevedra a Marín.

## Galería de imágenes

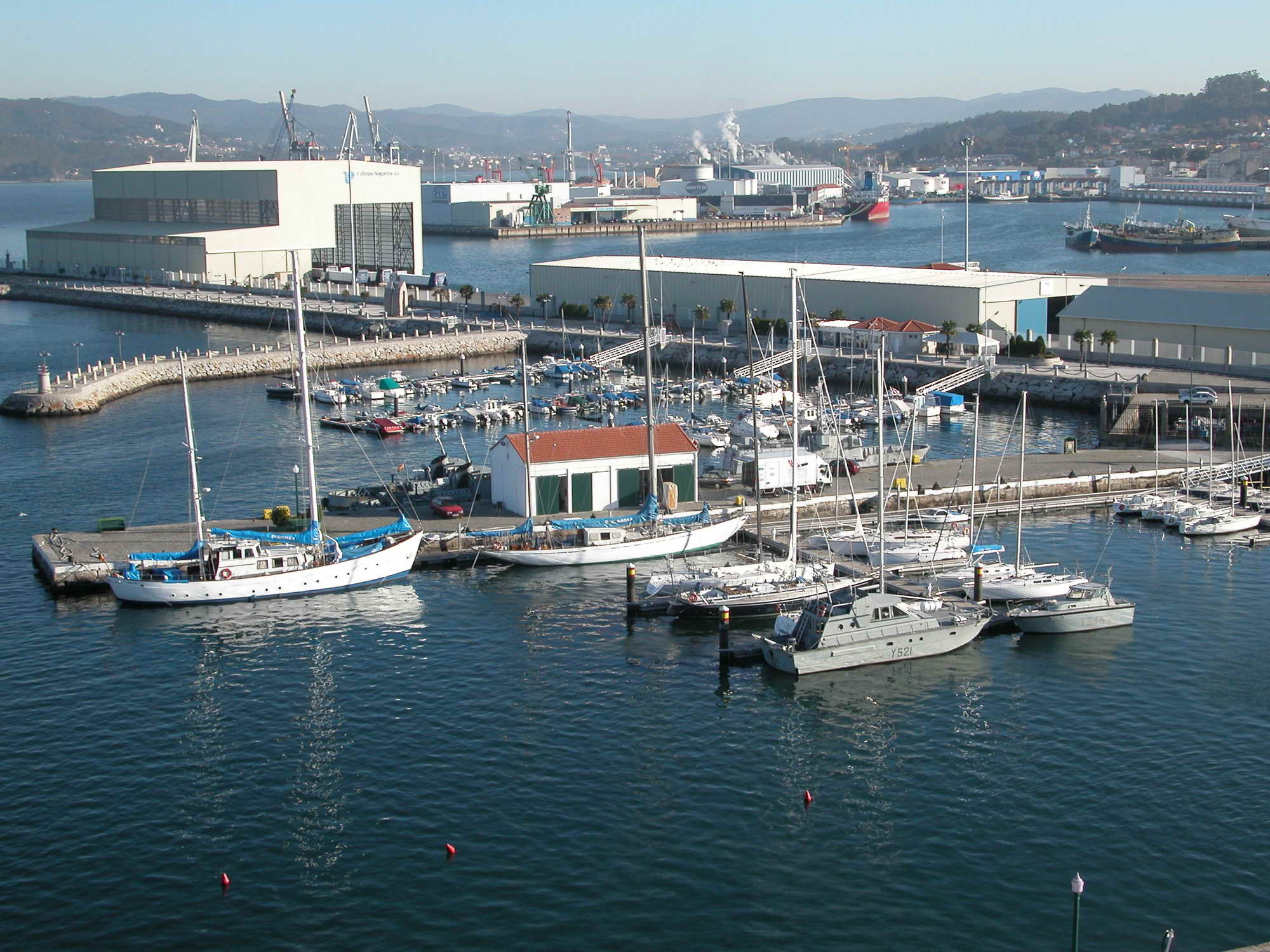
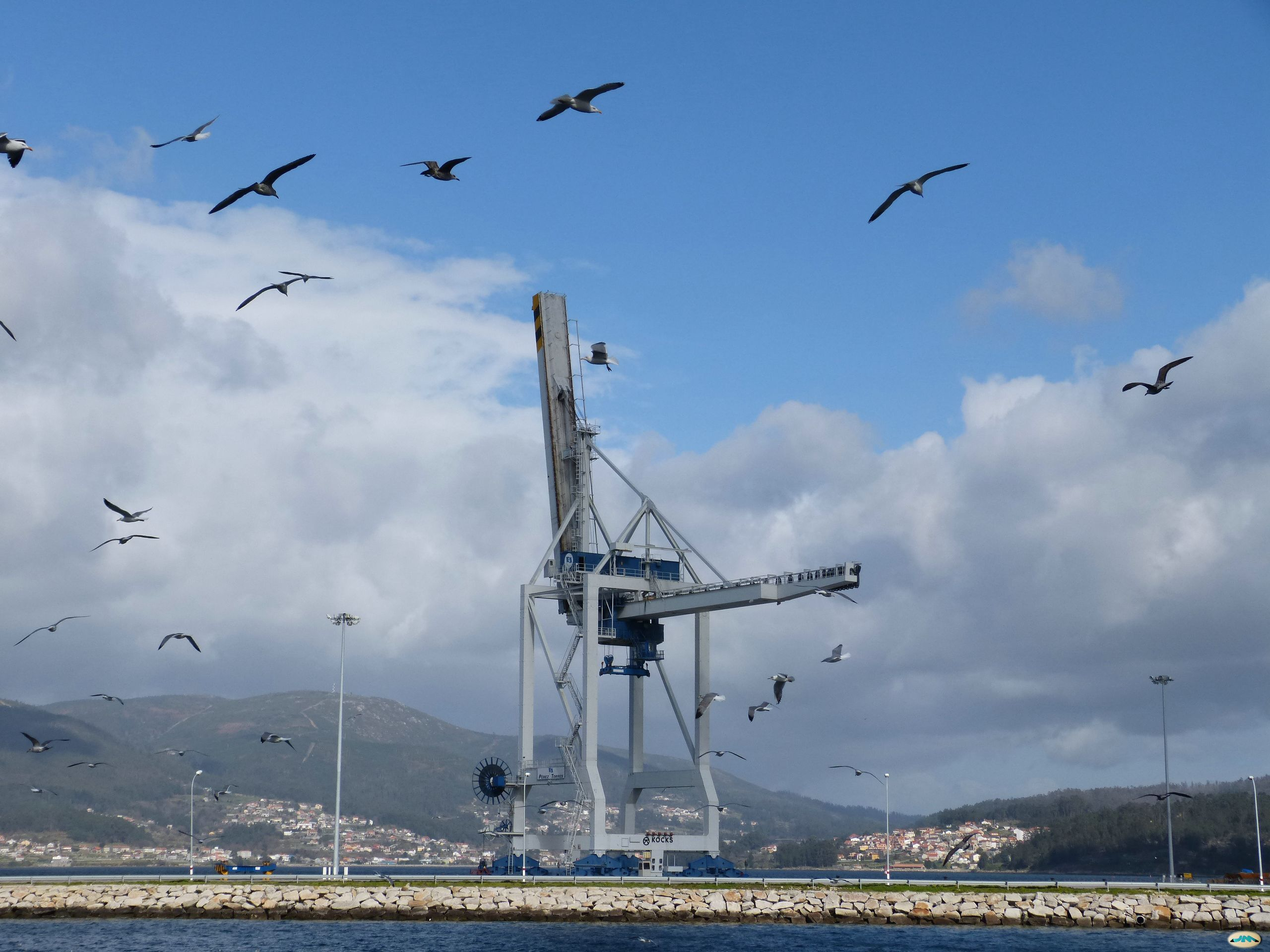
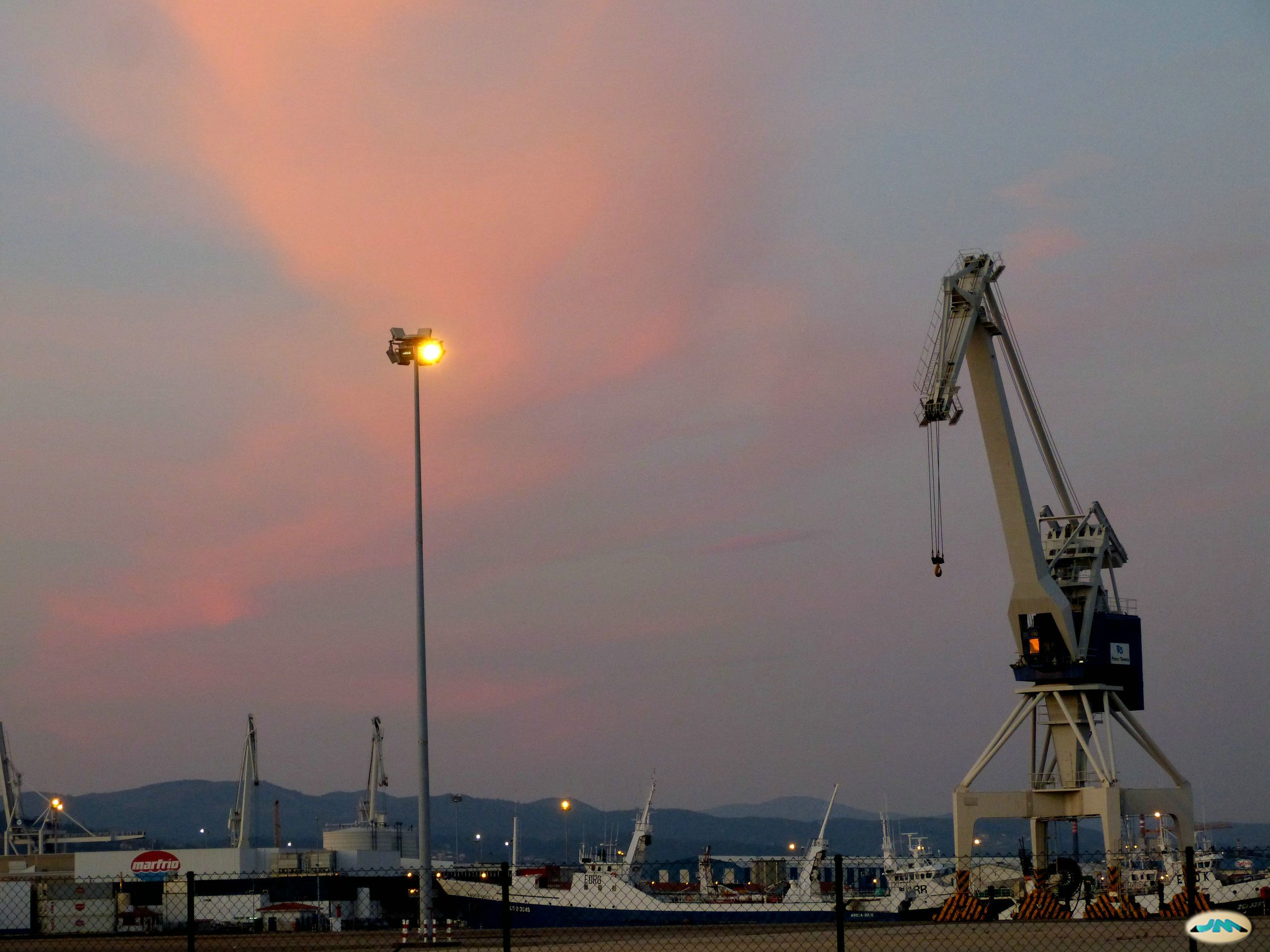
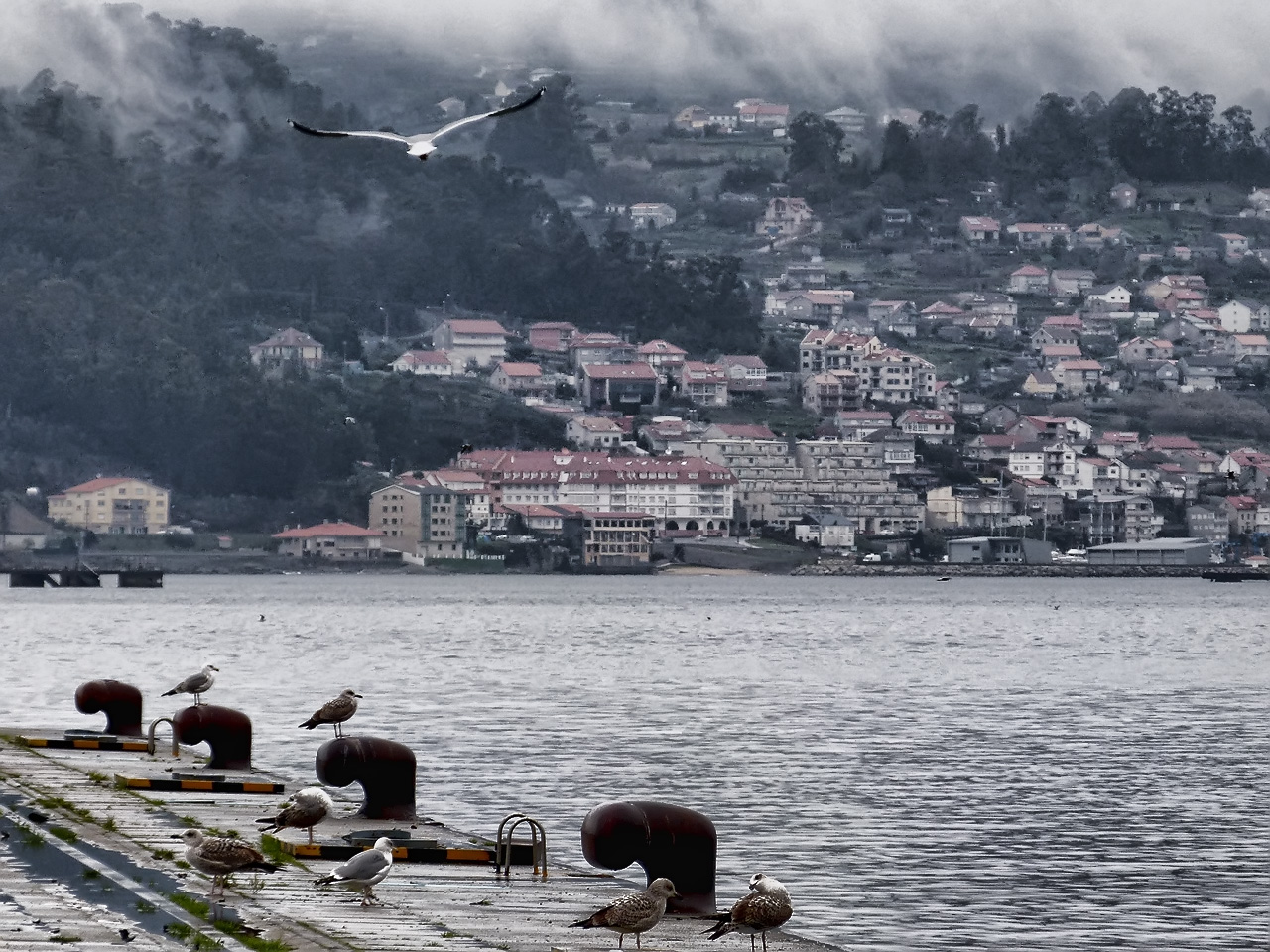
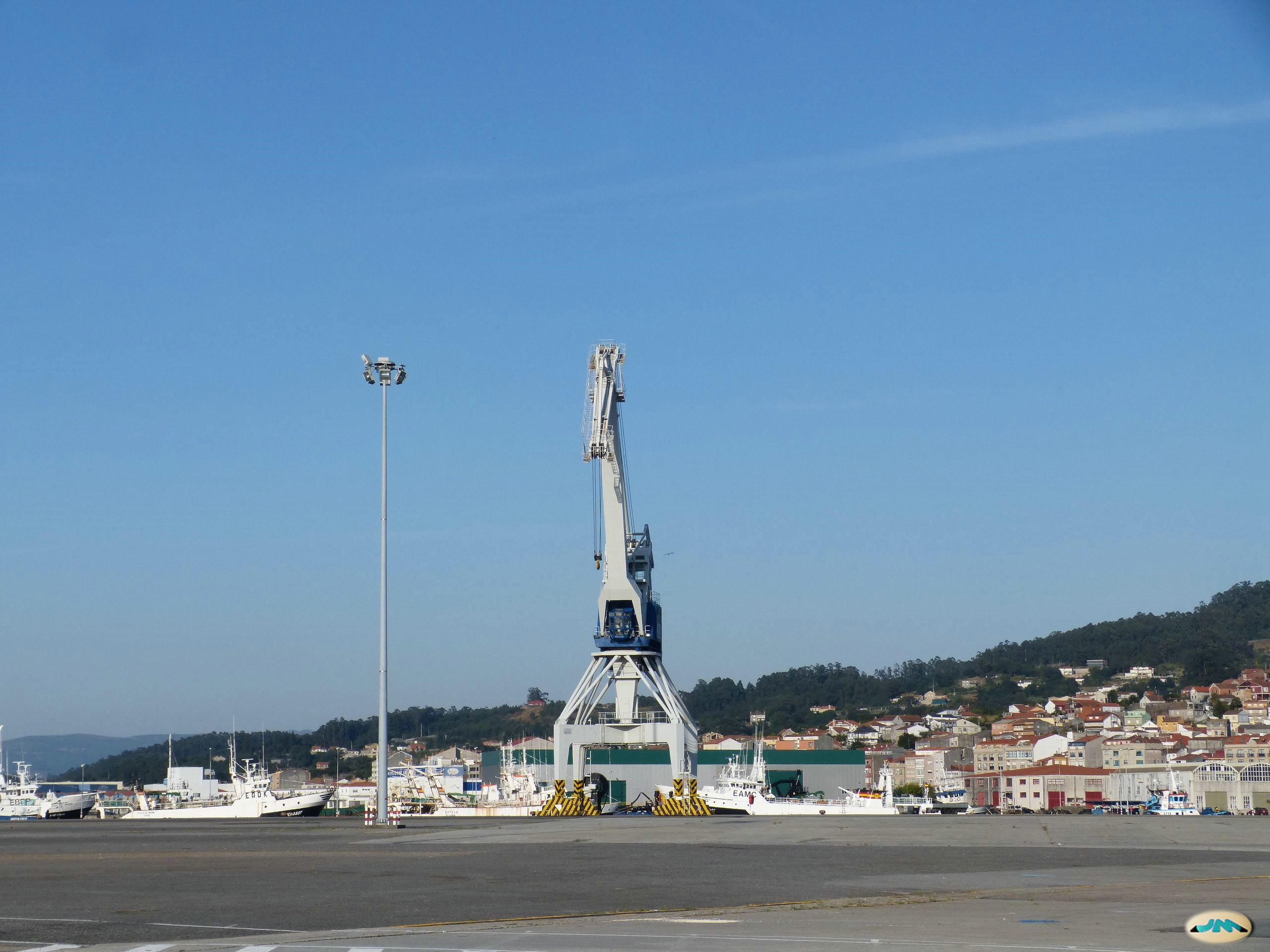
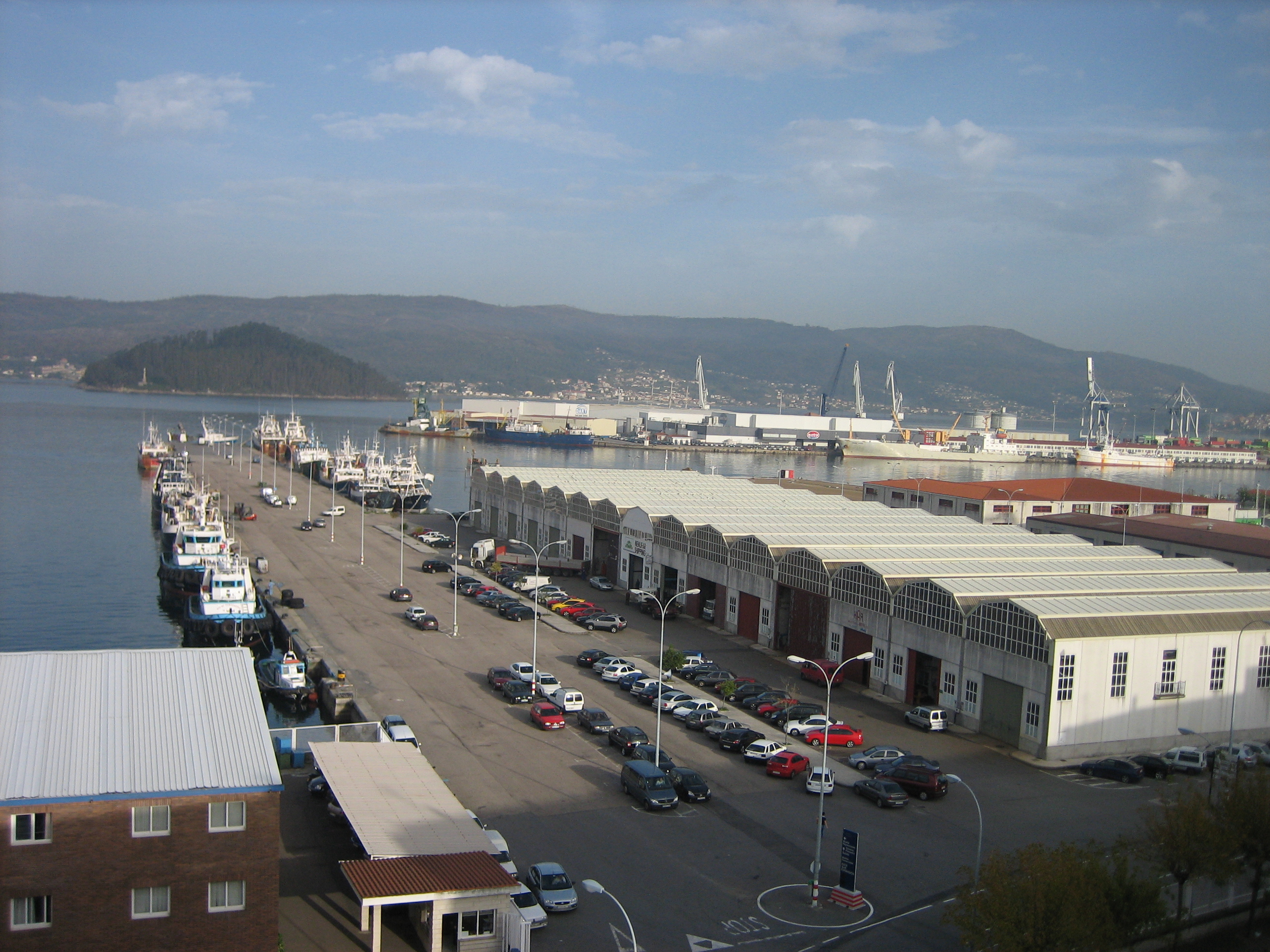
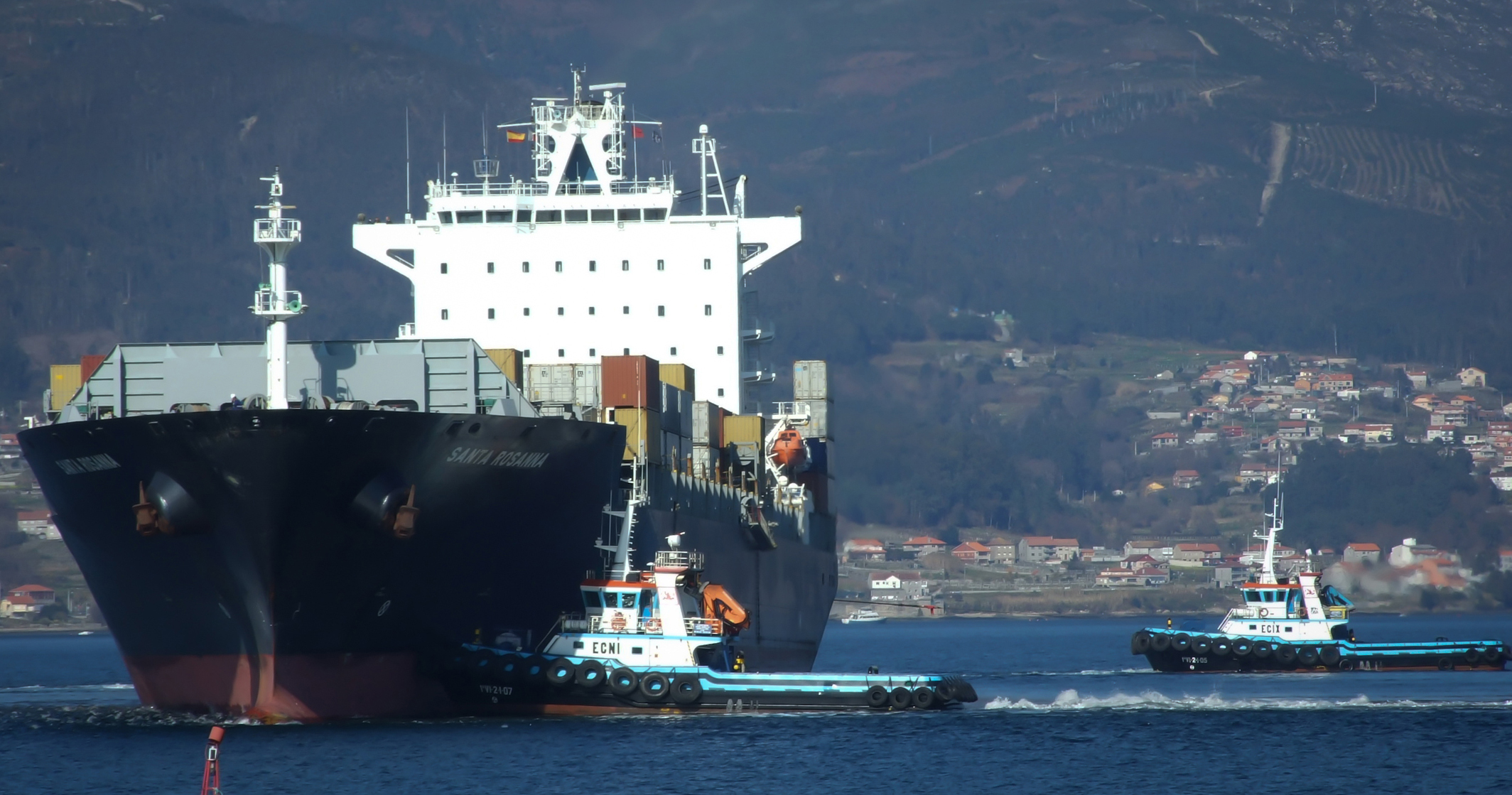
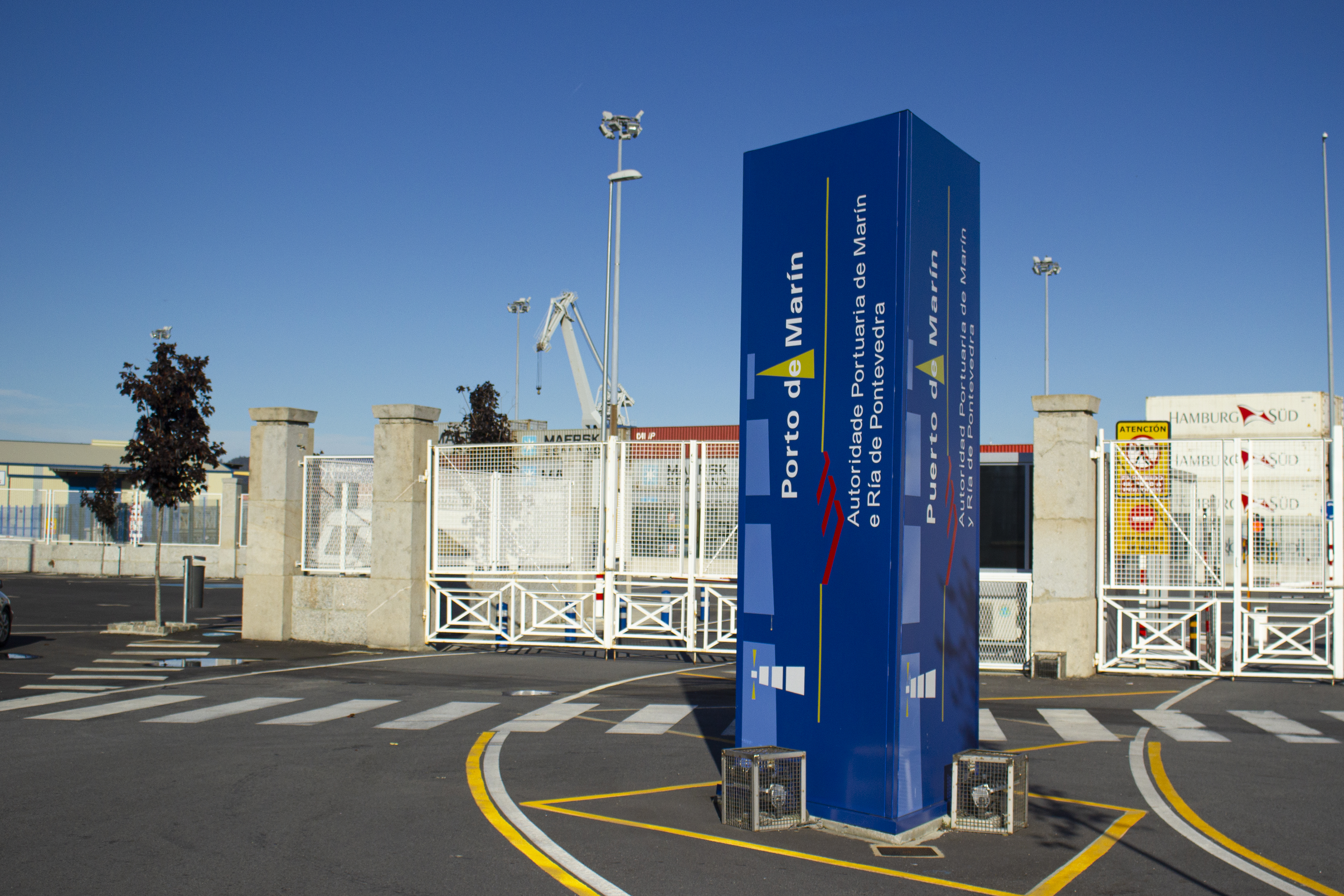
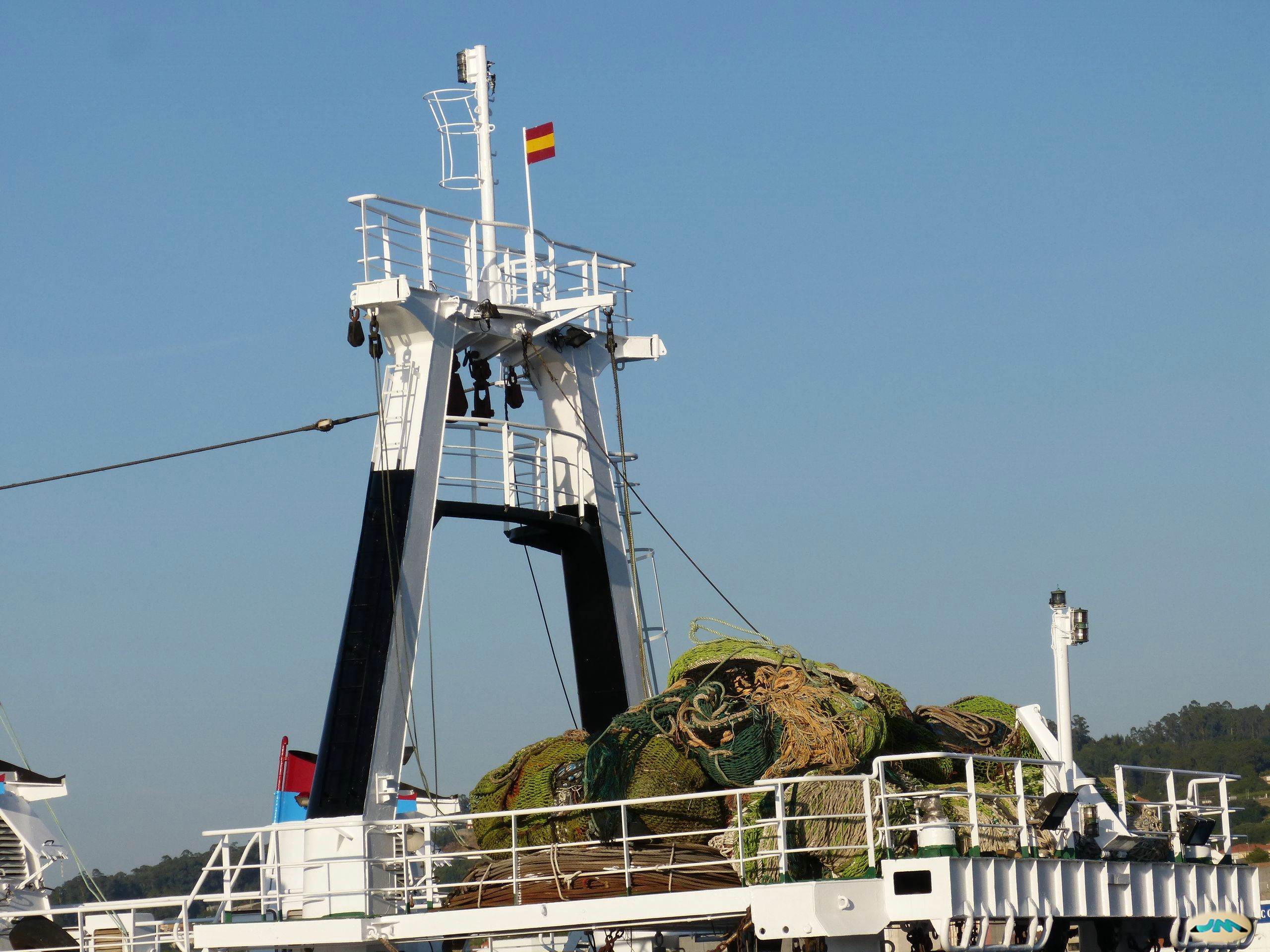
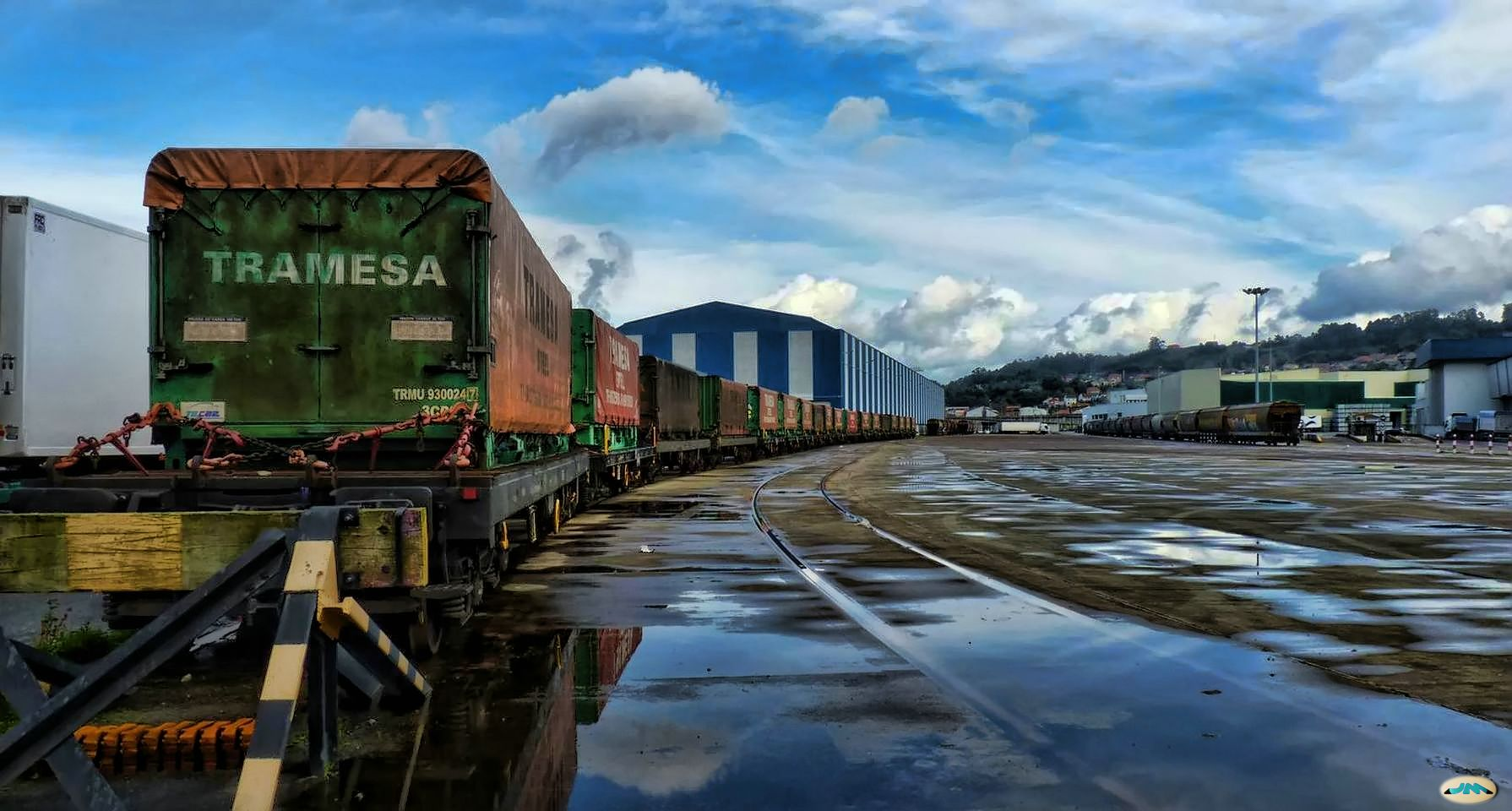
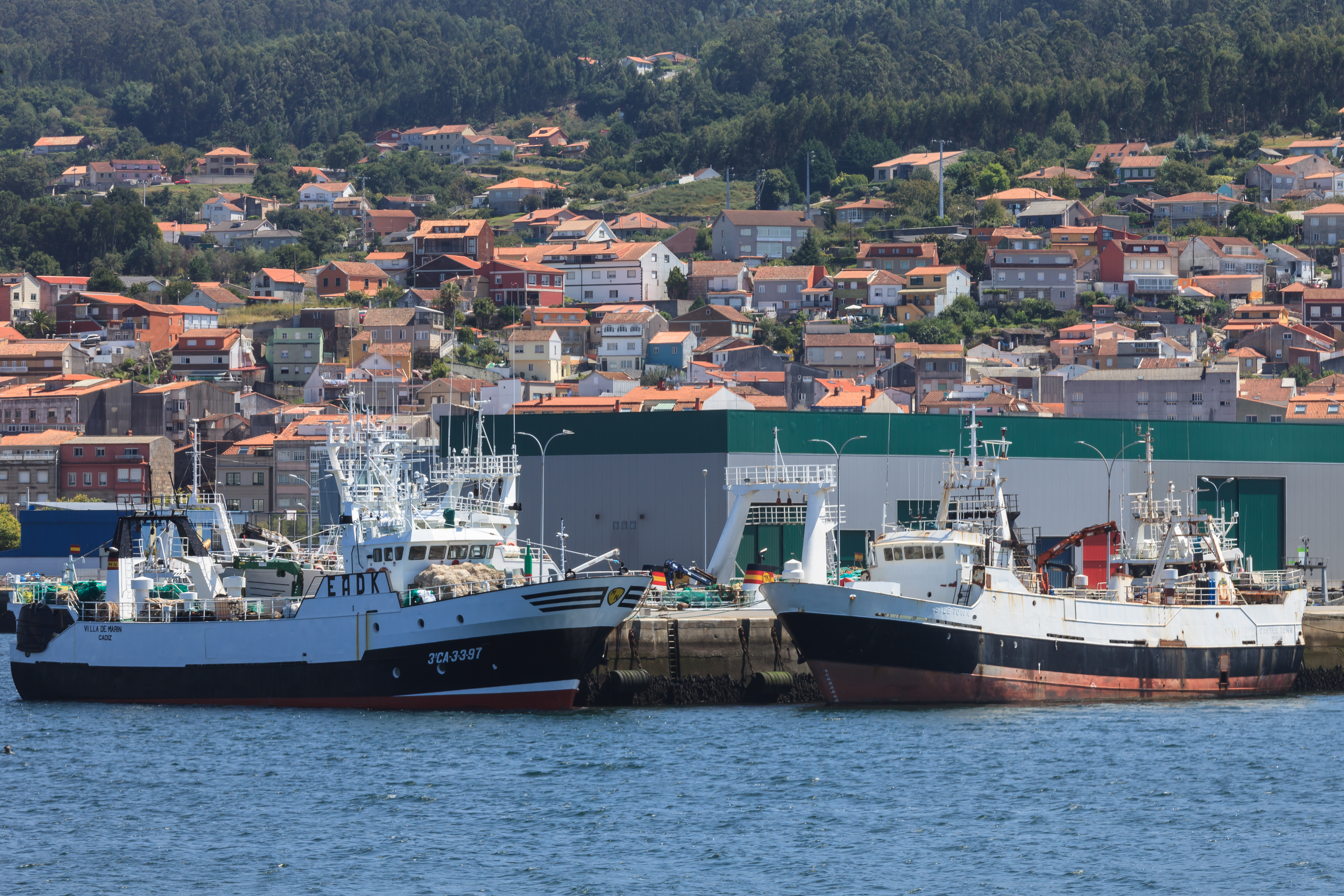
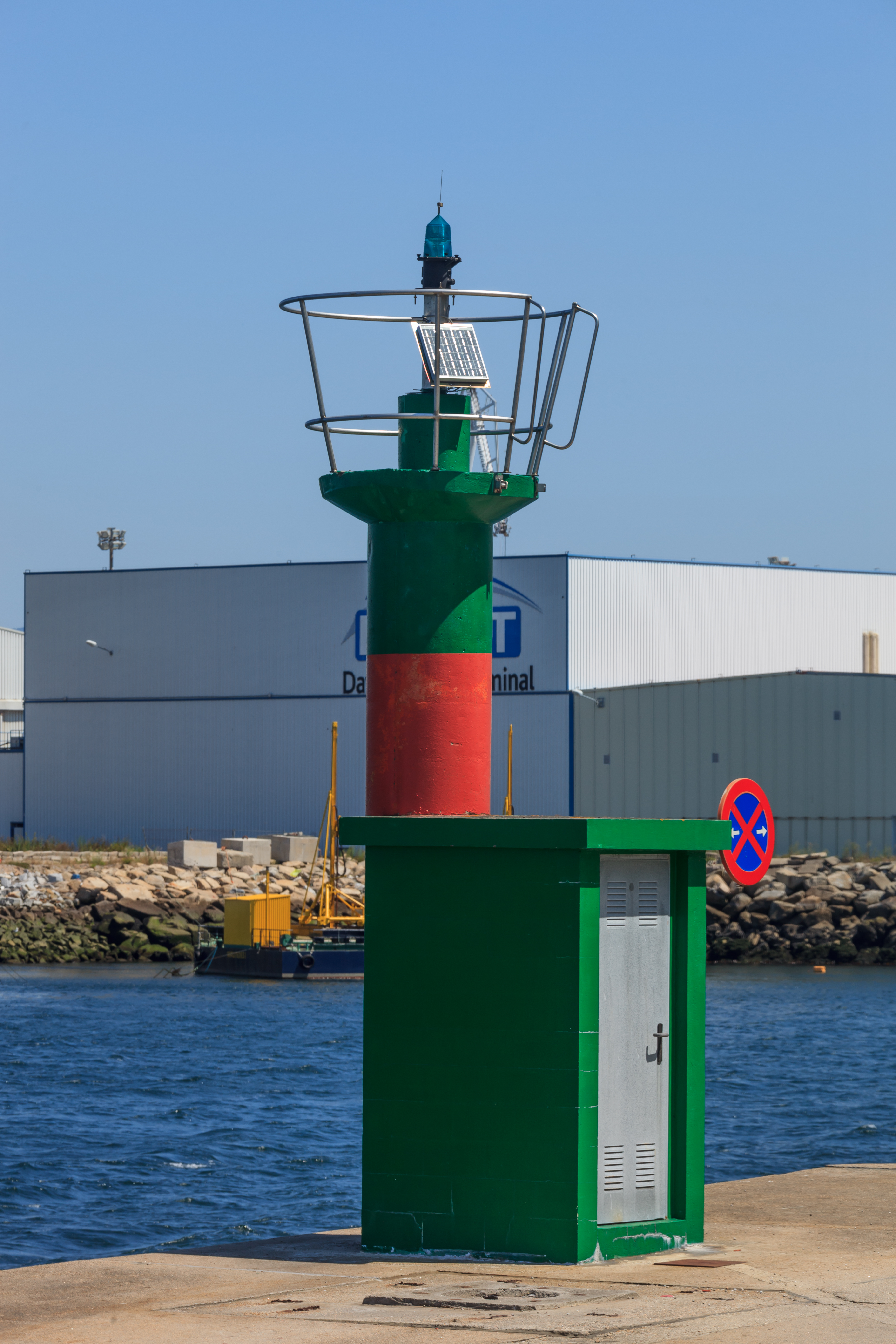